# Lasioglossum bellulum
Lasioglossum bellulum là một loài Hymenoptera trong họ Halictidae. Loài này được Vachal mô tả khoa học năm 1910.